# メイド論争
メイド論争（メイドろんそう）は、1993年7月にスウェーデンのエコノミストであるアンネ＝マリーエ・ポルソン（のちに穏健党の国会議員）が家事サービスへの税控除制度についてのアイディアを提出したことから始まった論争である。

## 提案
ポルソンは家事サービス控除導入の利点として以下の6項目を挙げた。
1. 効率化
専門家にまかせることにより家事が効率化され生活の質が向上する。
2. 雇用創出
家事サービス産業という新規雇用を創出することにより、失業率が低下する。
3. 平等
女性が家事の負担なしに働けることによって、女性の社会進出が進む。
4. 正義
家事サービスを産業として保護することによって家事労働労働者の権利が守られる。
5. モラル
これまで闇労働として、税金や社会保障費を支払わない状況を改善できる。
6. 公共セクターの効率化
―個人的な解決をすることで、公共サービスの縮小が期待できる。

減税額は1人につき年間5万クローネ、1世帯では年10万クローネとして、年間約10億クローネの減税になると試算していた。

## 反論
フェミニズム派や社民党から、この政策はメイド（女中）制度にもどる前時代的女性差別と階級再編であると批判したのがマスコミに取り上げられ、「メイド論争」と名づけられ、国中の議論になった。
1. 控除があるとはいえ、割高な家事サービスの支出ができるのは一部の裕福層のみになる。
2. ブルーカラーの低賃金層の女性にとって、自分の家庭と裕福な家庭での二重の家事労働をすることになる。

## 結果
家事サービス控除は2007年7月1日に施行され、2008年3月5日に申請が締め切られるまでに4万件の申請があったが、予算よりかなり少なく、現政権は改善を提案中。